# Sołomon Mazo
Sołomon Samojłowicz Mazo (ros. Соломон Самойлович Мазо, ur. 7 czerwca 1900 w Dyneburgu, zm. 4 lipca 1937 w Charkowie) – funkcjonariusz radzieckich organów bezpieczeństwa, komisarz bezpieczeństwa państwowego III rangi.

## Życiorys
Żyd, po ukończeniu 1918 gimnazjum studiował na Wydziale Prawnym Uniwersytetu w Charkowie i w Wyższej Wojskowej Szkole Armii Czerwonej (1920). Od lutego 1919 w RKP(b), od listopada 1919 w Armii Czerwonej, od 16 kwietnia 1921 funkcjonariusz gubernialnej Czeki w Charkowie, m.in. szef wydziału kontroli politycznej gubernialnej Czeki i miejskiego oddziału GPU w Charkowie. Od 1923 sekretarz organizacji partyjnej GPU Ukraińskiej SRR, 1923-1924 szef Wydziału Kontroli Politycznej GPU Ukraińskiej SRR, od 1926 pomocnik szefa i szef wydziału GPU Ukraińskiej SRR/Głównego Zarządu Bezpieczeństwa Państwowego Ukraińskiej SRR. Od 17 października 1936 szef Zarządu NKWD obwodu charkowskiego. 29 listopada 1935 mianowany komisarzem bezpieczeństwa państwowego III rangi. Odznaczony Orderem Czerwonego Sztandaru (3 kwietnia 1930) i dwoma Odznakami "Honorowego Pracownika Czeki/GPU". 
Zastrzelił się.